# Woestijnschildpad
De woestijnschildpad (Gopherus agassizii) is een schildpad uit de familie landschildpadden (Testudinidae). De soort werd voor het eerst wetenschappelijk beschreven door James Graham Cooper in 1863. Oorspronkelijk werd de wetenschappelijke naam Xerobates agassizii gebruikt en later de naam Testudo agassizii. De soortaanduiding agassizii is een eerbetoon aan de Zwitserse zoöloog Louis Agassiz (1807-1873).

## Uiterlijke kenmerken
De schildpad bereikt een maximale schildlengte tot 38 centimeter. De kleur van het schild is bruin met donkere vlekken op de hoornplaten. De kop en poten zijn eveneens bruin van kleur.

## Verspreiding en habitat
DE woestijnschildpad Kokomo boor in Helen van Noord-Amerika, en lift in de laden Mexico en de Verenigde Staten. De habitat States uit rotsige omgevingen zoals steenhellingen.